# جیمز اوبار

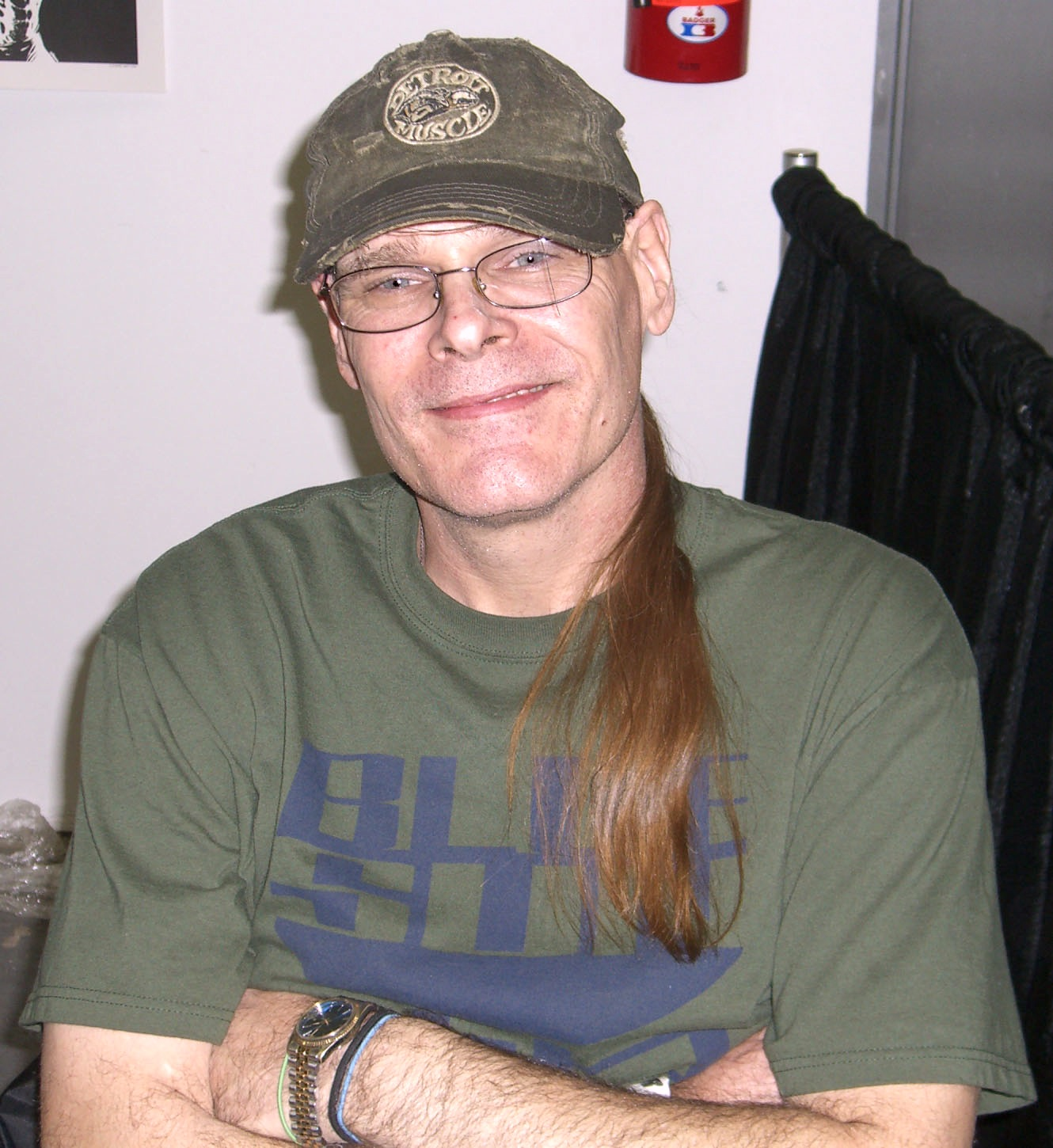
جیمز اوبار در منهتن، سال ۲۰۰۹

جیمز اوبار (به انگلیسی: James O'Barr) نویسنده امریکایی معروف کتاب‌های مصور ( کمیک بوک ) است . کلاغ مهمترین اثر کارنامه هنری او می باشد .

## کلاغ
اوبار کلاغ را در اوایل دهه هشتاد خلق کرد . کلاغ ماجرای مرد جوانی را روایت می کرد که پس از اینکه به قتل می رسید ، توسط یک کلاغ به زندگی بازمی‌گشت و فرصت این را میافت که از قاتلین خود ( و عزیزش ) انتقام بگیرد . محبوبیت بی نظیر این اثر سبب ساخت چهار فیلم ( کلاغ (فیلم ۱۹۹۴) ، کلاغ: شهر فرشتگان ، کلاغ: رستگاری ، کلاغ: التماس ) یک مجموعه تلویزیونی ( کلاغ: مسیر بهشت ) ، یک بازی ویدئویی و چند نوول که نویسندگان مختلف آن را به نگارش درآوردند شد .